# Imperia (band)
Imperia is een internationale symfonische metalband met leden uit Noorwegen, Finland, Nederland en België.

## Geschiedenis
De groep werd in 2004 opgericht door de Noorse zangeres Helena Michaelsen, nadat ze uit de band Sahara Dust (nu bekend onder de naam EPICA) was weggegaan. De band bestaat uit muzikanten uit verschillende landen, zoals Noorwegen, Finland, Duitsland en België. Een van hun eerste nummers is een coverversie van "The Lotus Eaters" van Dead Can Dance, die als bonusnummer verscheen op het album The Ancient Dance of Qetesh.

## Bandleden

### Huidige leden
- Helena Iren Michaelsen - zangeres
- Merlijn Mol - drummer
- Gerry Verstreken - bassist
- Jan "Örkki" Yrlund - gitarist

### Voormalige leden
- John Stam - gitarist (2004-2010)
- Audun Grønnestad - toetsenist, orkestraties (2004-2010)
- Steve Woltz - drummer (2004-2021)

## Discografie
- The Ancient Dance of Qetesh (2004)
- Queen of Light (2007)
- Secret Passion (2011)
- Queen of Passion (2013) (compilatiealbum)
- Tears of Silence (2015)